# Karo Murat
Karo Murat (født Karen Muratyan 2. september 1983) er en armensk-tysk professionel bokser og den nuværende Europæiske letsværvægtsmester. Han havde også den Europæikske supermellemvægtstitel og IBFs Internationale letsværvægtstitel. 

## Europæisk Supermellemvægtsmester
Den 16. februar 2008 besejrede Murat Sergey Kharchenko i Nürnberg Arena og blev dermed EBU-EE supermellemvægtsmester via knockout i 10. omgang. I sin næste kamp rejste Murat til Neubrandenburg for at kæmpe om det store europæiske bælte mod Cristian Sanavia den 12. april 2008 og vandt med en 12 omganges enstemmig afgørelse. Hans første forsvar i Bielefeld den 20. september 2008 resulterede i, endnu en enstemmigafgørelse sejr over spanske Gabriel Campillo, inden han igen mødte Sanavia den 28. februar 2009. De boksede igen Neubrandenburg hvor Murat træk sig sejrrigt ud, denne gang ved at stoppe Sanavia i 10. omgang og han forsvarede dermed titlen for anden gang. 
Den 18. september 2010 mødte Murat Nathan Cleverly i en WBO letsværvægts titel eliminator og tabte for første gang i sin karriere med via TKO i 10. omgang.  Dommeren vinkede kampen af, da 10. omgang skulle til at begynde, efter en læge inspektion i hjørnet mellem omgangen. Der var ingen blå mærker eller blod på Karos ansigt, og han var straks rasende over dommerens dårlige beslutning. 
Den 2. juni 2012 var han i Herning i Danmark, hvor han besejrede georgiske Sandro Siproshvili via teknisk knock out i 7. omgang.
Murat stod overfor IBF letsværvægtsmesteren Bernard Hopkins den 26. oktober 2013 i Atlantic City og tabt via en enstemmig afgørelse. 